# SBT Folia
SBT Folia é a cobertura do carnaval no Brasil feita pelo SBT, em parceria com a TV Aratu (afiliada do SBT na Bahia), com a transmissão e flashs do carnaval de Salvador, diretamente de dois estúdios - no ponto do circuito Barra-Ondina e na praça principal do circuito Campo Grande. Vai ao ar nacionalmente durante a madrugada, exceto no estado de Pernambuco onde a TV Jornal e TV Jornal Caruaru opta por retrasmitir o carnaval local de Recife/Olinda.

## Audiência e recepção
O programa teve sua estreia em 2011 com elogios de alguns artistas por transmiti o carnaval de Salvador nacionalmente, porém a audiência foi inferior ao Band Folia. Em 2012, junto com o Band Folia, perdeu a audiência para os programas religiosos da RecordTV. Em 2015 foi estudado o fim do programa devido ao prejuízo financeiro gerado naquele ano. Em 2016 o SBT perdeu sua vice liderança durante várias horas devido ao SBT Folia. Em 2017 ficou em quarto lugar no IBOPE, empatando com a Rede Tv.
Na edição de 2018, Luciano Guaraldo do Notícias da TV criticou o programa por trocar "os shows ao vivo por esquetes de humor (questionável) de Tiago Barnabé."
Em 2021 devido a pandemia do COVID-19 e a suspensão do Carnaval de Salvador, a transmissão do SBT Folia foi limitada ao estado da Bahia, com apresentação de artistas nos estudios da TV Aratu.
Em 2023 a parceria SBT e TV Aratu foi desfeita e a cobertura local foi feita de forma separada com a volta para do Aratu Folia e o SBT Folia passou a ser apenas um programa gravado mostrando o compacto das festividades pelo Brasil.

## Transmissões
- Carnaval de Salvador (2011 - presente)
- Carnaval de São Paulo (2012)[8]
- Carnaval do Rio de Janeiro (2012)

## Apresentadores
| Nacional - Cariúcha (2025–presente) - Leo Dias (2025–presente - Léo Sampaio (2011–presente) Local - Alex Lopes (2011–presente) - Casemiro Neto (2011–presente) - Dinho Junior (2019–presente) - Lise Oliveira (2011–presente) - Rick Bandeira (2019–presente) | Antigos - André Vasco (2011–2013) - Carla Araújo (2011–2017) - Carlos Nascimento (2012) - Celso Portiolli (2011–2017) - César Filho (2012–2014) - Daniela Prata (2014–2015) - Eliana (2011–2015) - Helen Ganzarolli (2012–2024) - Karyn Bravo (2012–2013;2017) - Lígia Mendes (2012) - Lívia Andrade (2014–2015) - Lola Melnick (2011;2013) - Lorena Dias (2019) - Nadja Haddad (2014; 2018–2024) - Rita Batista (2016) - Ticiana Villas Boas (2016) |